# Sígsig

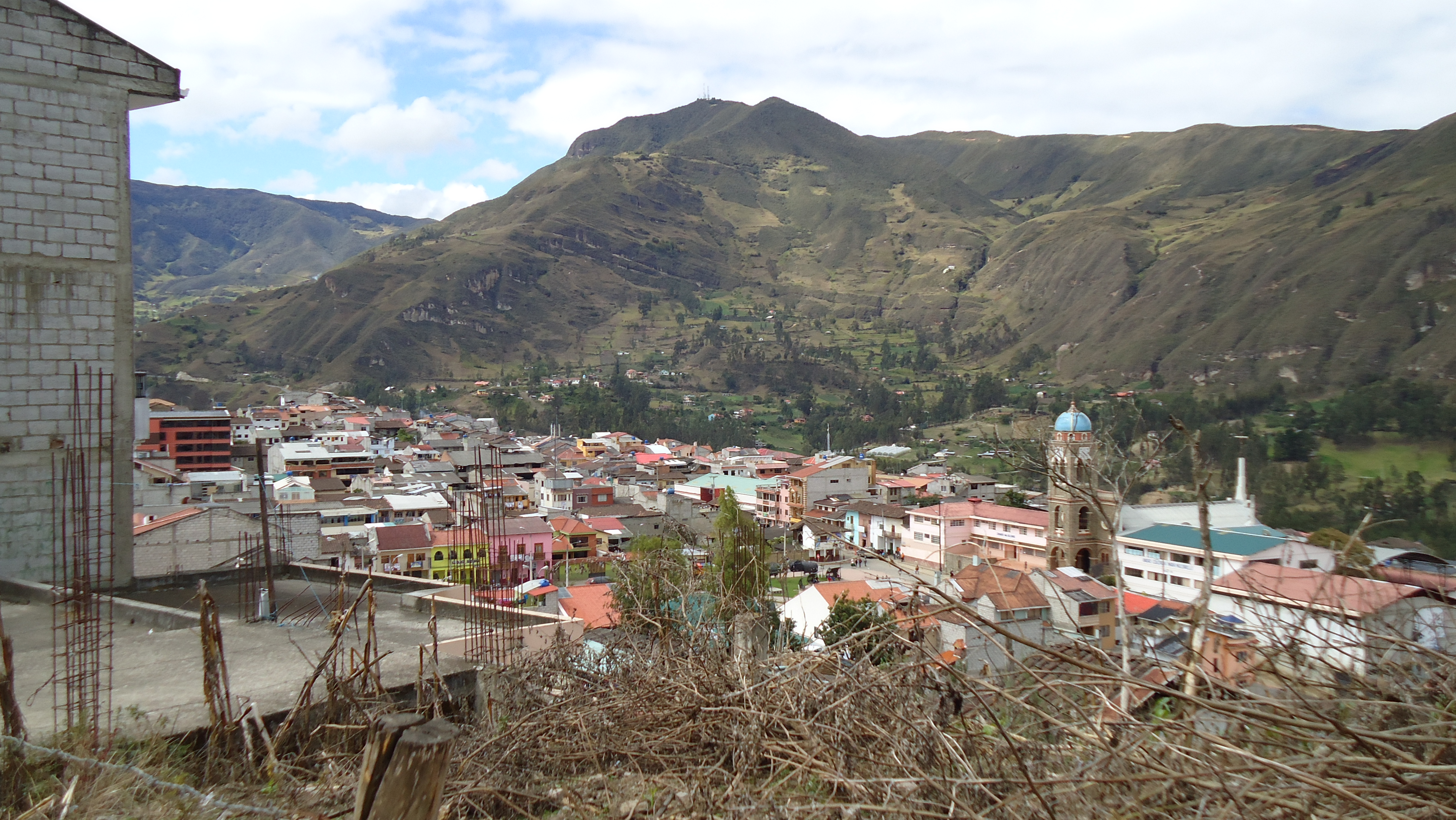
Blick auf die Stadt Sígsig

Sígsig ist eine Kleinstadt und die einzige Parroquia urbana im Kanton Sígsig der ecuadorianischen Provinz Azuay. Sígsig ist Sitz der Kantonsverwaltung. Die Parroquia besitzt eine Fläche von 147,1 km². Die Einwohnerzahl der Parroquia betrug beim Zensus 2010 11.170. Davon wohnten 3676 Einwohner im urbanen Bereich von Sígsig. Im Jahr 2002 wurde das historische Stadtzentrum von Sígsig zu einem nationalen Kulturerbe erklärt.

## Lage
Die Parroquia Sígsig befindet sich im Osten der Provinz Azuay. Das Gebiet liegt an der Westflanke der Cordillera Real. Der Río Santa Bárbara, der rechte Quellfluss des Río Paute, entwässert das Areal nach Norden. Der etwa 2500 m hoch gelegene Ort Sígsig befindet sich knapp 30 km südöstlich der Provinzhauptstadt Cuenca. Die Fernstraße E594 (Cuenca–Gualaquiza) führt durch Sígsig.
Die Parroquia Sígsig grenzt im Osten und im Südosten an die Provinz Morona Santiago mit den Parroquias General Plaza (Kanton Limón Indanza) und Chigüinda (Kanton Gualaquiza), im Süden an die Parroquia Cuchil, im Südwesten an die Parroquia Ludo, im Westen an die Parroquia San Bartolomé sowie im Norden an die Parroquias Simón Bolívar (Kanton Gualaceo), Güel und Principal (Kanton Chordeleg).

## Geschichte
Sígsig ging am 29. Mai 1861 vom Kanton Gualaceo an den Kanton Gualaquiza über. Am 16. April 1864 wurde die Parroquia Sígsig als Verwaltungssitz des Kantons Gualaquiza erwähnt. Am 4. Juni 1878 ging Sígsig als Parroquia rural an den Kanton Gualaceo über. Am 17. April 1884 wurde Sígsig erneut an den Kanton Gualaquiza überführt. Schließlich wurde am 13. September 1939 der Kantonsname von "Gualaquiza" in "Sígsig" geändert.

## Ökologie
Im Osten der Parroquia befindet sich das Schutzgebiet Bosque Protector Moya Molón.